# Kabinett Netanjahu IV

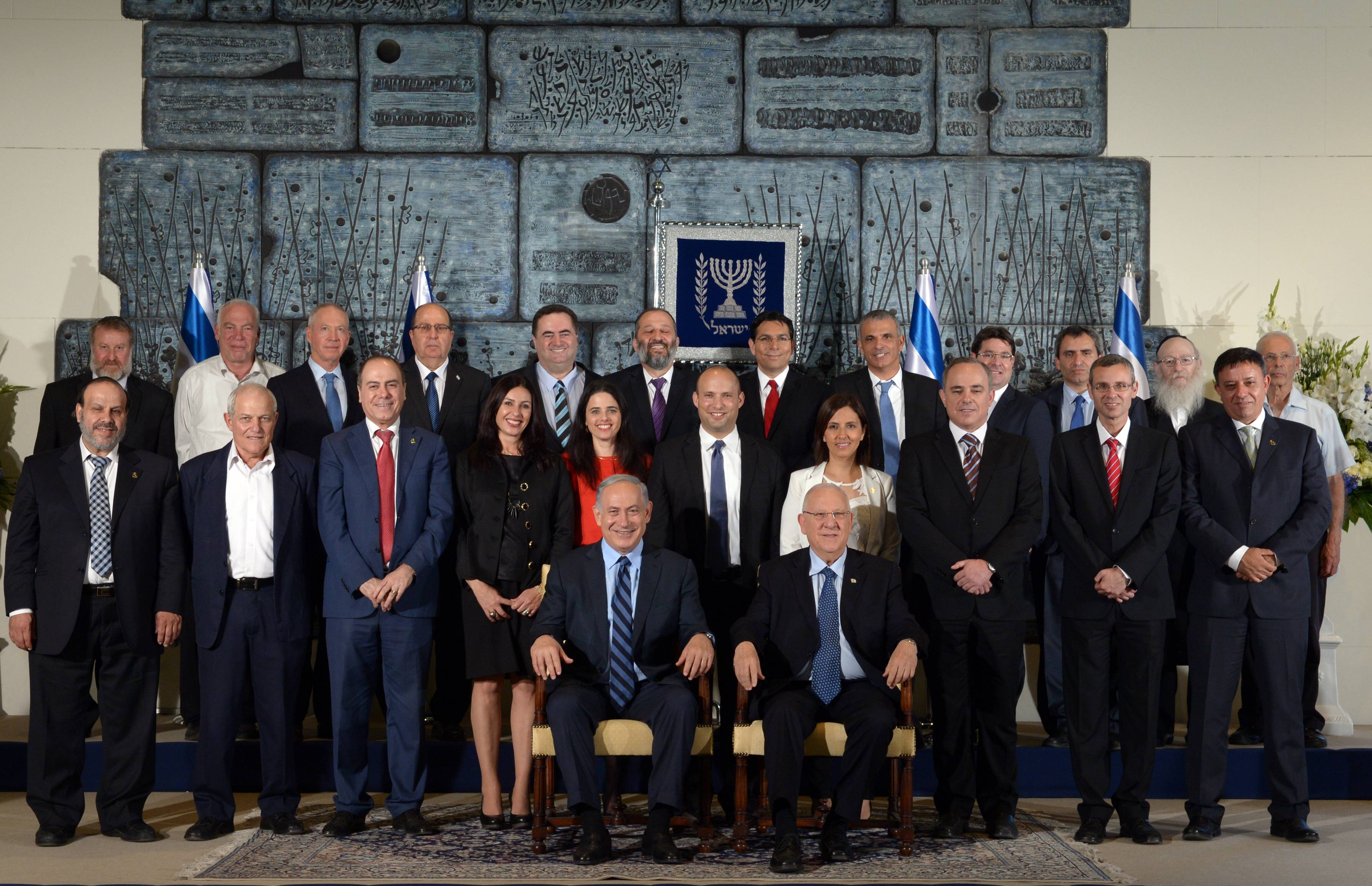
Die 34. Regierung Israels mit Reuven Rivlin (vorne sitzend rechts)

Das Kabinett Netanjahu IV (hebräisch מֶמְשֶׁלֶת יִשְׂרָאֵל הַשְׁלוֹשִׁים וְאַרְבַּע) war das vierte Kabinett unter Ministerpräsident Benjamin Netanjahu. Es war die 34. Regierung des Staates Israel.
Nach den Parlamentswahlen im März 2015 verhandelten die Parteien Likud, Vereinigtes Thora-Judentum, Schas, Kulanu und HaBajit haJehudi über eine gemeinsame Regierung. Die Parteien halten zusammen eine knappe Mehrheit von 61 der 120 Sitze in der Knesset. Am 6. Mai 2015 wurde das Kabinett nach langwierigen Verhandlungen vorgestellt und am 14. Mai 2015 vereidigt. Am 17. Mai 2020 folgte das Kabinett Benjamin Netanjahu V.

## Koalitionsparteien

### 14. Mai 2015 – 30. Mai 2016
| Partei | Partei | Partei                                                 | Ausrichtung                                  | Wähleranteil | Abgeordnete | Ministerien | Parteichef                  |
| ------ | ------ | ------------------------------------------------------ | -------------------------------------------- | ------------ | ----------- | ----------- | --------------------------- |
|        |        | Likud Zusammenschluss                                  | Nationalkonservative                         | 23,4 %Li     | 30/120      | 15          | Benjamin Netanjahu          |
|        |        | Kulanu Wir Alle                                        | Zentristen                                   | 7,5 %        | 10/120      | 3           | Mosche Kachlon              |
|        |        | HaBajit haJehudi Jüdisches Heim                        | Religiöse Zionisten                          | 6,7 %        | 8/120       | 3           | Naftali Bennett             |
|        |        | Schas Sephardische Thora-Wächter                       | Sephardische und mizrachische Ultraorthodoxe | 5,7 %        | 7/120       | 2           | Arje Deri                   |
|        |        | Jahadut HaTorah HaMeukhedet Vereinigtes Thora-Judentum | Aschkenasische Ultraorthodoxe                | 5,0 %        | 6/120       | 1           | Yaakov Litzman Mosche Gafni |

### 30. Mai 2016 – 18. November 2018
| Partei | Partei | Partei                                                 | Ausrichtung                                  | Wähleranteil | Abgeordnete | Ministerien | Parteichef                  |
| ------ | ------ | ------------------------------------------------------ | -------------------------------------------- | ------------ | ----------- | ----------- | --------------------------- |
|        |        | Likud Zusammenschluss                                  | Nationalkonservative                         | 23,4 %       | 30/120      | 14          | Benjamin Netanjahu          |
|        |        | Kulanu Wir Alle                                        | Zentristen                                   | 7,5 %        | 10/120      | 3           | Mosche Kachlon              |
|        |        | HaBajit haJehudi Jüdisches Heim                        | Religiöse Zionisten                          | 6,7 %        | 8/120       | 3           | Naftali Bennett             |
|        |        | Schas Sephardische Tora-Wächter                        | Sephardische und mizrachische Ultraorthodoxe | 5,7 %        | 7/120       | 2           | Arje Deri                   |
|        |        | Jisra’el Beitenu Unser Haus Israel                     | Revisionistische Zionisten                   | 5,1 %        | 7/120       | 2           | Avigdor Lieberman           |
|        |        | Jahadut HaTorah HaMeukhedet Vereinigtes Thora-Judentum | Aschkenasische Ultraorthodoxe                | 5,0 %        | 6/120       | 1           | Yaakov Litzman Mosche Gafni |

### 18. November 2018 – 17. Mai 2020
| Partei | Partei | Partei                                                 | Ausrichtung                                  | Wähleranteil | Abgeordnete | Ministerien | Parteichef                  |
| ------ | ------ | ------------------------------------------------------ | -------------------------------------------- | ------------ | ----------- | ----------- | --------------------------- |
|        |        | Likud Zusammenschluss                                  | Nationalkonservative                         | 23,4 %       | 30/120      | 14 + 2      | Benjamin Netanjahu          |
|        |        | Kulanu Wir Alle                                        | Zentristen                                   | 7,5 %        | 10/120      | 3           | Mosche Kachlon              |
|        |        | HaBajit haJehudi Jüdisches Heim                        | Religiöse Zionisten                          | 6,7 %        | 8/120       | 3           | Naftali Bennett             |
|        |        | Schas Sephardische Tora-Wächter                        | Sephardische und mizrachische Ultraorthodoxe | 5,7 %        | 7/120       | 2           | Arje Deri                   |
|        |        | Jahadut HaTorah HaMeukhedet Vereinigtes Thora-Judentum | Aschkenasische Ultraorthodoxe                | 5,0 %        | 6/120       | 1           | Yaakov Litzman Mosche Gafni |

## Kabinettsmitglieder
| Amt oder Ressort                                        | Bild                                                              | Name                                                 | Partei                                     | Stellvertreter (Partei)                            |
| ------------------------------------------------------- | ----------------------------------------------------------------- | ---------------------------------------------------- | ------------------------------------------ | -------------------------------------------------- |
| Ministerpräsident                                       |                                                                   | Benjamin Netanjahu                                   | Likud                                      |                                                    |
| Auswärtige Angelegenheiten                              | Benjamin Netanjahu (Mai 2015 bis Februar 2019)                    | Likud                                                | Tzipi Hotovely (Likud)                     |                                                    |
| Auswärtige Angelegenheiten                              | Israel Katz (interimsweise seit Februar, offiziell seit Mai 2019) | Likud                                                | Tzipi Hotovely (Likud)                     |                                                    |
| Inneres                                                 |                                                                   | Silvan Schalom (Mai bis Dezember 2015)               | Likud                                      | Jaron Mazuz (Likud)                                |
| Inneres                                                 |                                                                   | Arje Deri (ab Januar 2016)                           | Schas                                      | Meschulam Nahari (Schas; seit Januar 2016)         |
| Entwicklung des Negev und Galiläas                      | Arje Deri                                                         | Meschulam Nahari (Schas; seit September 2017)        | Schas                                      |                                                    |
| Landwirtschaft und ländliche Entwicklung                |                                                                   | Uri Ariel (Mai 2015 bis November 2019)               | HaBajit haJehudi                           |                                                    |
| Landwirtschaft und ländliche Entwicklung                |                                                                   | Benjamin Netanjahu (ab November 2019)                | Likud                                      |                                                    |
| Bau- und Wohnungswesen                                  |                                                                   | Joaw Galant (Mai 2015 bis Januar 2019)               | Kulanu                                     | Jackie Levy (Likud; Mai 2015 bis November 2018)    |
| Bau- und Wohnungswesen                                  | Yifat Sasha-Biton (seit Januar 2019)                              |                                                      | Kulanu                                     |                                                    |
| Kultur und Sport                                        |                                                                   | Miri Regev                                           | Likud                                      |                                                    |
| Verteidigung                                            |                                                                   | Mosche Jaalon (Mai 2015 bis Mai 2016)                | Likud                                      | Eli Ben-Dahan (HaBajit haJehudi)                   |
| Verteidigung                                            |                                                                   | Avigdor Lieberman (Mai 2016 bis November 2018)       | Jisra’el Beitenu                           | Eli Ben-Dahan (HaBajit haJehudi)                   |
| Verteidigung                                            |                                                                   | Benjamin Netanjahu (November 2018 bis November 2019) | Likud                                      | Eli Ben-Dahan (HaBajit haJehudi)                   |
| Verteidigung                                            |                                                                   | Naftali Bennett (ab November 2019)                   | HaJamin HeChadasch                         | Eli Ben-Dahan (HaBajit haJehudi)                   |
| Wirtschaft und Industrie                                |                                                                   | Arje Deri (Mai bis November 2015)                    | Schas                                      |                                                    |
| Wirtschaft und Industrie                                |                                                                   | Benjamin Netanjahu (November 2015 bis August 2016)   | Likud                                      |                                                    |
| Wirtschaft und Industrie                                |                                                                   | Mosche Kachlon (August 2016 bis Januar 2017)         | Kulanu                                     |                                                    |
| Wirtschaft und Industrie                                | Eli Cohen (ab Januar 2017)                                        |                                                      | Kulanu                                     |                                                    |
| Bildung                                                 |                                                                   | Naftali Bennett (Mai 2015 bis Juni 2019)             | HaJamin HeChadasch, zuvor HaBajit haJehudi | Meir Porush (Vereinigtes Thora-Judentum)           |
| Bildung                                                 |                                                                   | Rafi Peretz (ab Juni 2019)                           | Union der rechten Parteien                 | Meir Porush (Vereinigtes Thora-Judentum)           |
| Diaspora                                                |                                                                   | Naftali Bennett (Mai 2015 bis Juni 2019)             | HaJamin HeChadasch, zuvor HaBajit haJehudi |                                                    |
| Diaspora                                                |                                                                   | Benjamin Netanjahu (ab Juni 2019)                    | Likud                                      |                                                    |
| Umweltschutz                                            |                                                                   | Avi Gabbay (Mai 2015 bis Mai 2016)                   | Kulanu                                     |                                                    |
| Umweltschutz                                            |                                                                   | Ze’ev Elkin (seit August 2016)                       | Likud                                      | Jaron Mazuz (Likud)                                |
| Finanzen                                                |                                                                   | Mosche Kachlon                                       | Kulanu                                     | Jitzchak Kohen (Schas)                             |
| Einwanderung und Integration                            |                                                                   | Zeev Elkin (Mai 2015 bis Mai 2016)                   | Likud                                      |                                                    |
| Einwanderung und Integration                            |                                                                   | Sofa Landver (Mai 2016 bis November 2018)            | Jisra’el Beitenu                           |                                                    |
| Einwanderung und Integration                            |                                                                   | Joaw Galant (ab Januar 2019)                         | Likud                                      |                                                    |
| Nachrichtendienste                                      |                                                                   | Israel Katz                                          | Likud                                      |                                                    |
| Verkehr, nationale Infrastruktur und Verkehrssicherheit | Israel Katz (Mai 2015 bis Juni 2019)                              |                                                      | Likud                                      |                                                    |
| Verkehr, nationale Infrastruktur und Verkehrssicherheit |                                                                   | Bezalel Smotrich (ab Juni 2019)                      | Union der rechten Parteien                 |                                                    |
| Strategische Angelegenheiten                            |                                                                   | Gilad Erdan                                          | Likud                                      |                                                    |
| Informationen                                           |                                                                   | Gilad Erdan                                          | Likud                                      |                                                    |
| Öffentliche Sicherheit                                  |                                                                   | Gilad Erdan                                          | Likud                                      |                                                    |
| Tourismus                                               |                                                                   | Yariv Levin                                          | Likud                                      |                                                    |
| Justiz                                                  |                                                                   | Ajelet Schaked (Mai 2015 bis Juni 2019)              | HaJamin HeChadasch, zuvor HaBajit haJehudi |                                                    |
| Justiz                                                  |                                                                   | Amir Ohana (seit Juni 2019)                          | Likud                                      |                                                    |
| Infrastruktur, Energie- und Wasserversorgung            |                                                                   | Yuval Steinitz                                       | Likud                                      |                                                    |
| Dienstleistungen zur Religionsausübung                  |                                                                   | David Azulai (verstorben am 30. Oktober 2018)        | Schas                                      |                                                    |
| Dienstleistungen zur Religionsausübung                  | Jitzchak Waknin (ab Januar 2019)                                  |                                                      | Schas                                      |                                                    |
| Wissenschaft, Technologie und Raumfahrt                 |                                                                   | Danny Danon (Mai bis August 2015)                    | Likud                                      |                                                    |
| Wissenschaft, Technologie und Raumfahrt                 | Ofir Akunis (ab August 2015)                                      |                                                      | Likud                                      |                                                    |
| Soziale Gleichstellung                                  |                                                                   | Gila Gamliel                                         | Likud                                      |                                                    |
| Wohlfahrt und Soziale Dienste                           |                                                                   | Haim Katz (Mai 2015 bis August 2019)                 | Likud                                      | Meschulam Nahari (Schas; Mai 2015 bis Januar 2016) |
| Wohlfahrt und Soziale Dienste                           | Benjamin Netanjahu (ab August 2019)                               |                                                      | Likud                                      |                                                    |
| Gesundheit                                              |                                                                   | Benjamin Netanjahu (Mai bis September 2015)          | Likud                                      | Yaakov Litzman (Vereinigtes Thora-Judentum)        |
| Gesundheit                                              |                                                                   | Yaakov Litzman (September 2015 bis November 2017)    | Vereinigtes Thora-Judentum                 |                                                    |
| Gesundheit                                              |                                                                   | Benjamin Netanjahu (November 2017 bis Dezember 2019) | Likud                                      | Yaakov Litzman (Vereinigtes Thora-Judentum)        |
|                                                         |                                                                   | Yaakov Litzman (ab Dezember 2019)                    | Vereinigtes Thora-Judentum                 |                                                    |
| Kommunikation                                           |                                                                   | Benjamin Netanjahu (Mai 2015 bis Februar 2017)       | Likud                                      |                                                    |
| Kommunikation                                           | Hiob Kara (Mai 2017 bis Juni 2019)                                |                                                      | Likud                                      |                                                    |
| Kommunikation                                           | David Amsalem (ab Juli 2019)                                      |                                                      | Likud                                      |                                                    |
| Regionale Entwicklung                                   |                                                                   | Benjamin Netanjahu (Mai 2015 bis Dezember 2017)      | Likud                                      | Hiob Kara (Likud; Mai 2015 bis Januar 2017)        |
| Regionale Entwicklung                                   | Tzachi Hanegbi (ab Dezember 2017)                                 |                                                      | Likud                                      |                                                    |

## Sicherheitskabinett
Dem Sicherheitskabinett gehörten neben Benjamin Netanjahu auch Yuval Steinitz, Naftali Bennett, Israel Katz und Mosche Kachlon an.